# Ochánduri
Ochánduri település Spanyolországban, La Rioja autonóm közösségben. Ochánduri Baños de Rioja községgel határos. Lakosainak száma 82 fő (2024).

## Népesség
A település népessége az elmúlt években az alábbi módon változott:
| Lakosok száma | 99   | 82   | 75   | 76   | 109  | 95   | 84   | 78   | 79   | 82   |
|               | 2001 | 2004 | 2007 | 2009 | 2012 | 2014 | 2017 | 2019 | 2022 | 2024 |